# Kölnbreinspitze
Die Kölnbreinspitze (früher Ebeneck genannt) ist ein 2934 m ü. A. hoher Berg in der Ankogelgruppe der Hohen Tauern. Sie liegt an der Landesgrenze der österreichischen Bundesländer Kärnten und Salzburg östlich oberhalb der Kölnbreinsperre.
Am 8. August 1893 erreichten Frido Kordon und Maurilius Mayr über den Nordwestgrat als erste Touristen die Kölnbreinspitze. Sie ist heute vom mautpflichtigen Parkplatz Kölnbreinsperre (1928 m) erreichbar. Von dort geht es über Almen zur Kattowitzer Hütte auf 2360 m und von der Hütte in weiteren drei Stunden über den Nordwestgrat (Normalweg) bis zum Gipfel.